# 庫丘爾漢 (羅茲季利納區)
47°9′37″N 29°47′33″E / 47.16028°N 29.79250°E
庫丘爾漢（烏克蘭語：Кучурган）是位於烏克蘭西南部的村莊，由敖德萨州羅茲季利納區的利曼斯凱市鎮負責管轄。該村始建於1870年，面積3.42平方公里，海拔高度5米，2011年人口3,765，人口密度每平方公里970.49人。